# Jerzy Piotr Majchrzak
Jerzy Piotr Majchrzak (ur. 30 września 1940 w Senftenbergu, zm. 2 marca 2011 w Świebodzinie) – polski historyk i historyk literatury, doktor habilitowany.
Absolwent zielonogórskiego Liceum Pedagogicznego oraz Uniwersytetu im. Adama Mickiewicza w Poznaniu. Doktorat obronił na Uniwersytecie Brandenburskim, a habilitację na Uniwersytecie Drezdeńskim. Ukończył germanistykę, historię i etnografię. Był wykładowcą i pracownikiem naukowo-badawczym państwowej służby archiwalnej, a także dyrektorem Archiwum Państwowego w Zielonej Górze z siedzibą w Starym Kisielinie. Przed śmiercią pracował jako profesor Instytutu Turystyki i Rekreacji w Państwowej Wyższej Szkoły Zawodowej w Sulechowie.

## Publikacje
- Na peryferiach historii (1987)
- Na tropach dawnej Zielonej Góry (1991)
- Civitas Sprotavia - opowieści o dawnej Szprotawie (1993)
- Brama I. Krosno Odrzańskie ongiś (1994)
- Terra Sarove Ziemia Żarska. Czas i ludzie (1995, 2004)
- Miasto ze złotym lwem w herbie (opowieść o starym Lubsku) (1998)
- Szaleństwa wiary albo procesy czarownic w Zielonej Górze (1999)
- Suibusium felix... - epizody z 700 lat dziejów miasta Świebodzina i okolic. (2001)
- Mity, Fakty i Ploteczki z zielonogórskiej winnej beczki (2001)
- Encyklopedia Ziemi Żarskiej (2002)
- ...więcej niż życie. Dorota Talleyrand-Périgord i jej czasy (2004)
- Wędrowanie w przeszłość. Zapiski encyklopedyczne o Zielonej Górze i okolicy (2005)
- Świątynne metamorfozy. Z dziejów zboru kalwińskiego w Sulechowie (2007)
- Z dziejów sulechowskiego zamku (zamek na peryferiach miasta) (2010)